# Odette Joyeux
Odette Joyeux (5 de diciembre de 1914 – 26 de agosto de 2000) fue una actriz y escritora de nacionalidad francesa.

## Biografía
Nacida en París, Francia, tras estudiar danza en la escuela del Ballet de la Ópera de París, ella comenzó su carrera en el cine en 1930, a la vez que se iniciaba en el teatro con Louis Jouvet en la obra Intermezzo en 1933.
Casada con el actor Pierre Brasseur en 1935, y madre de Claude Brasseur en 1936, se casó por segunda vez, en 1958, con Philippe Agostini.
Se alejó del cine para dedicarse a la literatura. Fue autora de numerosas novelas, piezas teatrales, ensayos sobre Nicéphore Niépce y la danza, y de una novela para la juventud evocando el baile: Côté jardin, Mémoires d'un rat (1951), adaptada a la televisión con el título L'Âge heureux.
En 1994 escribió sus memorias, Entrée d'une artiste.
Odette Joyeux falleció a causa de un accidente cerebrovascular el 26 de agosto de 2000 en Grimaud, Francia. Fue enterrada en el cementerio de esa población junto a su marido Philippe Agostini.

## Teatro

### Autora
- 1950 : Le Château du carrefour, Théâtre des Mathurins
- 1953 : L'Enfant de Marie, Théâtre royal du Parc, Bruselas

### Actriz
- 1933 : Intermezzo, de Jean Giraudoux, escenografía de Louis Jouvet, Teatro de los Campos Elíseos
- 1934 : Un roi, deux dames et un valet, de François Porché, Teatro de los Campos Elíseos
- 1935 : Grisou, de Pierre Brasseur, escenografía de René Rocher, Théâtre du Vieux-Colombier
- 1935 : Dame nature, de André Birabeau, escenografía de Paulette Pax, Théâtre de l'Œuvre
- 1936 : Le Pélican ou Une étrange famille, de Francis de Croisset a partir de Somerset Maugham, Théâtre des Ambassadeurs
- 1937 : Altitude 3200, de Julien Luchaire, escenografía de Raymond Rouleau, Théâtre de l'Étoile
- 1937 : L'Homme qui se donnait la comédie, de Emlyn Williams, escenografía de Pierre Brasseur, Théâtre Antoine
- 1942 : Sylvie et le Fantôme, de Alfred Adam, escenografía de André Barsacq, Théâtre de l'Atelier
- 1945 : Au petit bonheur, de Marc-Gilbert Sauvajon, escenografía de Fred Pasquali, con Jean Marchat, Sophie Desmarets y Gérard Philipe, Théâtre Gramont
- 1955 : L’Amour fou ou la première surprise, de André Roussin, escenografía del autor, Théâtre de la Madeleine
- 1959 : Mascarin, de José-André Lacour, escenografía de Jean Négroni, Théâtre Fontaine
- 1987 : Première Jeunesse, de Christian Giudicelli, escenografía de Jean-Marc Grangier, Théâtre La Bruyère

## Filmografía
- 1930 : Une femme a menti, de Charles de Rochefort
- 1930 : Le Secret du docteur, de Charles de Rochefort
- 1931 : Jean de la Lune, de Jean Choux y Michel Simon
- 1932 : Le Chien jaune, de Jacques Tarride
- 1933 : Lac aux dames, de Marc Allégret
- 1935 : Le Chant de l'amour, de Gaston Roudès
- 1936 : Hélène, de Jean Benoît-Lévy y Marie Epstein
- 1936 : Valse éternelle, de Max Neufeld
- 1936 : Une femme qui se partage, de Maurice Cammage
- 1937 : Trois artilleurs au pensionnat, de René Pujol
- 1938 : La Glu, de Jean Choux
- 1938 : Entrée des artistes, de Marc Allégret
- 1938 : Grisou, de Maurice de Canonge
- 1938 : Altitude 3200, de Jean Benoît-Lévy y Marie Epstein
- 1941 : Notre-Dame de la Mouise, de Robert Péguy
- 1941 : Le Mariage de Chiffon, de Claude Autant-Lara
- 1942 : Le lit à colonnes, de Roland Tual
- 1942 : Lettres d'amour, de Claude Autant-Lara
- 1943 : Le Baron fantôme, de Serge de Poligny
- 1943 : Douce, de Claude Autant-Lara
- 1943 : Échec au roy, de Jean-Paul Paulin
- 1944 : Les Petites du quai aux fleurs, de Marc Allégret
- 1945 : Leçon de conduite, de Gilles Grangier
- 1945 : Messieurs Ludovic, de Jean-Paul Le Chanois
- 1946 : Sylvie et le Fantôme, de Claude Autant-Lara
- 1946 : Pour une nuit d'amour, de Edmond T. Gréville
- 1948 : Scandale, de René Le Hénaff
- 1949 : Orage d'été, de Jean Gehret
- 1949 : Dernière heure, édition spéciale, de Maurice de Canonge
- 1949 : Vedettes en liberté, de Jacques Guillon
- 1950 : La ronda, de Max Ophüls
- 1952 : Saint-Tropez, devoir de vacances, de Paul Paviot
- 1955 : Si Paris nous était conté, de Sacha Guitry
- 1956 : La mariée est trop belle, de Pierre Gaspard-Huit - (guionista)
- 1957 : L'amour est en jeu, de Marc Allégret - (guionista)
- 1957 : Le naïf aux quarante enfants, de Philippe Agostini - (también guionista)
- 1958 : Sois belle et tais-toi, de Marc Allégret - (solo adaptación)
- 1961 : Rencontres, de Philippe Agostini - (guionista)
- 1964 : Le vrai visage de Thérèse de Lisieux, de Philippe Agostini
- 1966 : L'Âge heureux (TV)
- 1967 : La Bonne Peinture (TV, también guionista)
- 1969 : Une veuve en or, de Michel Audiard - (coguionista)
- 1971 : La Petite Fille à la recherche du printemps, de Philippe Agostini

## Publicaciones
- 1941 : Agathe de Nieuil-l'Espoir. Éditions Gallimard. Novela. 292 páginas. Reedición en 1999, éditions du Pont-Neuf (Poitiers), 256 páginas, ISBN 978-2-910351-21-2.
- 1951 : Coté Jardin - Mémoires d'un rat. Éditions Gallimard. Novela. 217 páginas.
- 1951 : Le Château du carrefour. Éditions Gallimard. Novela.
- 1952 : À cœur ouvert. Éditions Gallimard. 234 páginas. Novela.
- 1954 : La Mariée est trop belle. Editor: Pierre Horay, Colección Pschitt. Novela. 250 páginas. Cubierta ilustrada por Françoise Estacky.
- 1956 : La Mariée ingénue. Editor: Pierre Horay, Colección Pschitt. Novela. 220 páginas.
- 1962 : La Porte interdite. Société Nouvelle des Éditions G. P., Colección Rouge et Or. Ilustraciones de Michel Gourlier. 186 páginas.
- 1964 : On demande secrétaire. Librairie académique Perrin. Novela. 311 páginas.
- 1966 : L'Âge heureux : le Journal de Delphine.[4] Hachette, Nouvelle Bibliothèque rose.
- 1967 : Le Monde merveilleux de la danse. Hachette.
- 1969 : Le Trésor des Hollandais. Hachette, colección Les Grands livres Hachette. Ilustraciones de Philippe Daure.
- 1969 : Elle a tort Jacinthe de se pencher comme ça. Novela. Éditions Denoël.
- 1975 : Premiers Pas, Premier Amour. Ariane Éditeur. Novela. 183 páginas.
- 1977 : L’Âge en fleur,[5] Hachette. 284 páginas.
- 1977 : Le Beau Monde. Editor: Éditions Albin Michel. Novela.
- 1990 : Niépce, le troisième Œil, Éditions Ramsay. Ensayo
- 1994 : Entrée d'une artiste. Éditions Payot, colección Documents. Novela autobiográfica. 401 páginas.